# Nyssodrysternum basale
Nyssodrysternum basale là một loài bọ cánh cứng trong họ Cerambycidae.